# Poursuite satellite
La poursuite satellite (en anglais, Satellite tracking) est une technique modélisant de façon continue les coordonnées spatiales d'un satellite artificiel en orbite terrestre de façon à :
- connaître sa position afin de pouvoir pointer dans sa direction un instrument d'optique ou une antenne radioélectrique.
- connaître sa vitesse afin de déduire la fréquence de ses émissions radios, compte tenu de l'effet Doppler.

Tous les satellites et véhicules spatiaux sont en contact constant avec plusieurs stations de poursuites, bâtiments munis d'ordinateurs et d'antennes orientables automatiquement, un réseau de stations étant nécessaire car l'orbite des satellites les rend visibles d'un point donné, à chaque rotation seulement.

## Logiciels de poursuite satellite
Ces logiciels disposent :
- des trajectoires spatiales de satellites à un instant T, régulièrement corrigées. Ces données, appelées paramètres orbitaux à deux lignes, sont téléchargeables librement, du moins en ce qui concerne les satellites civils et radioamateurs.
- d'équations modélisant les lois de Kepler et Newton, permettant d'extrapoler ces trajectoires, et de calculer l'effet Doppler en tout point de la surface du globe.

On peut citer, parmi les logiciels en open source :
- gPredict
- KTrack
- SeeSat5
- des planétariums comme XEphem, Celestia...